# Boy Lornsen

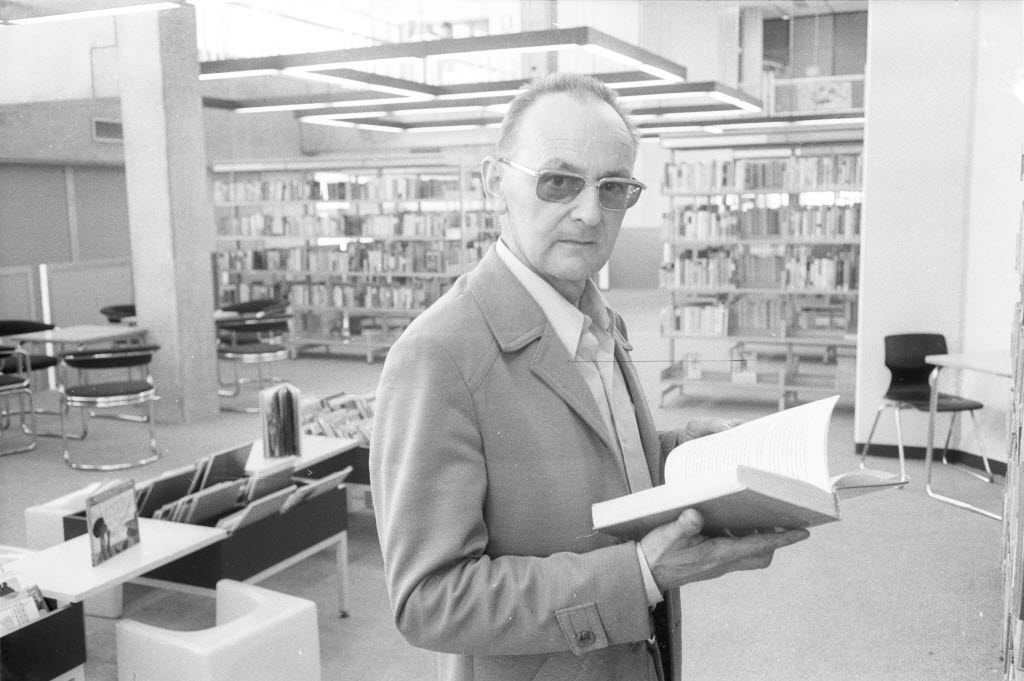
Boy Lornsen (1975)

Boy Lornsen (* 7. August 1922 in Keitum auf Sylt; † 26. Juli 1995 ebenda) war ein deutscher Bildhauer und Schriftsteller.

## Leben und Wirken
Boy Lornsen wurde als Sohn eines Kapitäns in Keitum auf Sylt geboren. Nach dem Abitur 1941 leistete er bis 1945 Kriegsdienst als Flieger und Funker. Nach dem Ende des Zweiten Weltkriegs ließ er sich zunächst zum Zimmermann umschulen. Anschließend schrieb er sich an der Landeskunstschule Hannover für das Fach Plastik ein und absolvierte darin eine Ausbildung zum Steinmetz- und Steinbildhauermeister. In diesem Beruf war er, u. a. in seiner Werkstatt in der Wurtleutetweute in Brunsbüttel, bis in die frühen 1970er Jahre tätig. Im Jahre 1980 übersiedelte Lornsen mit seiner Familie zurück nach Sylt in das Keitumer Haus seiner Großeltern.
1967 veröffentlichte er sein erstes Kinderbuch über einen erfinderischen kleinen Jungen, der einem Roboter bei dessen Schulaufgaben hilft. Robbi, Tobbi und das Fliewatüüt wurde ein großer Erfolg und gelangte 1968 auf die Auswahlliste des Deutschen Jugendbuchpreises. Das Buch wurde 1972 aufwändig vom WDR verfilmt, indem man Marionetten in reale Umgebungen, große Kulissen oder per Bluescreen-Technik in Modelllandschaften projizierte. Seither war Lornsen als freier Schriftsteller tätig. Er verfasste vornehmlich für ein jüngeres Publikum Gedichte, Kinder-, Jugend- und Bilderbücher sowie Romane. Dabei bemühte er sich auch, jungen Lesern mit historischen Jugendromanen Ereignisse und Personen der Geschichte, wie etwa den Piraten Klaus Störtebeker, ohne falsches Pathos oder Glorifizierungen nahezubringen.
Lornsens Werke wurden in zahlreiche Sprachen übersetzt (u. a. ins Griechische, Japanische und Norwegische) und hatten auch im Ausland großen Erfolg. So erhielt der mehrfach preisgekrönte Autor 1974 den Preis der Japanischen Schulbibliothekare. Neben einigen norddeutschen Erzählungen schrieb er drei Bücher in Plattdeutsch. Mehrere Werke Lornsens sind in friesischer Sprache erschienen.
Lornsen arbeitete ebenfalls als Autor für Funk und Fernsehen (u. a. für die Sesamstraße).
Seit 1981 war er Mitglied des deutschen P.E.N.
Lornsen starb am 26. Juli 1995 in seinem Heimatort Keitum auf der Nordseeinsel Sylt. Anlässlich seines 100. Geburtstages im Jahre 2022 ehrte ihn das Sylt Museum mit einer Sonderausstellung. Im folgenden Jahr stellte die Initiative Keitumer Runde vor seinem Wohnhaus eine Tafel mit Informationen über sein Wirken auf. Lornsens Witwe Margot, geborene Schindler, verstarb im Februar 2024. Der gemeinsame Sohn Dirk Lornsen ist ebenfalls Kinder- und Jugendbuchautor.

## Auszeichnungen und Ehrungen
- 1972 Friedrich-Bödecker-Preis für das Gesamtwerk[9]
- 1974 Preis der Japanischen Schulbibliothekare
- 1987 Silberne Akademieze Hofgeismar
- Mehrere Schulen wurden nach ihm benannt:
  - Seit 1997 hieß die Grundschule der Gemeinde Schaalby in Schleswig-Holstein nach ihm Boy-Lornsen-Grundschule; nach dem Zusammenschluss mit anderen Schulstandorten 2012 wurde der Name in Boy-Lornsen-Schule Südangeln geändert.[10]
  - Seit 2002 hieß die Grundschule in seinem Heimatort Keitum  Boy-Lornsen-Grundschule; nach ihrer Schließung im Jahr 2008 ging der Name auf die Grundschule in Tinnum über.
  - 2004 wurde die Grundschule Nord in Brunsbüttel in Boy-Lornsen-Grundschule umbenannt.[11]

- In Brunsbüttel wurde eine Straße nach Lornsen benannt.

## Werke

### Bücher
- Robbi, Tobbi und das Fliewatüüt (1967)
- Jakobus Nimmersatt (1968)
- Abakus an mini-Max (1970)
- Barrnabas und seine Welt (1972)
- Feuer im Nacken (1974), Neuauflage als Der Brandstifter von Tarrafal (1974), später als Feuer um Mitternacht (1976)
- Dies und das kann Fridolin (1978)
- Klaus Störtebeker – Gottes Freund und aller Welt Feind. Mit Bildern von Manfred Schlüter. Thienemann Verlag, Stuttgart 1980
- Auf Kaperfahrt mit der Friedlichen Jenny (1982)
- Hieronymus Bosch (1983)
- Williwitt und Fischermann. Mit Bildern von Manfred Schlüter. (1983)
- Williwitt und der große Sturm. Mit Bildern von Manfred Schlüter. (1983)
- Williwitt und Vogelmeier. Mit Bildern von Manfred Schlüter. (1984)
- Ferien im Storchendorf (1984)
- Sinfunikonzert – 13 plattdeutsche Gedichte (1984)
- Der Tintenfisch Paul Oktopus. Gedichte für neugierige Kinder (1965) Neuauflage Köln 2009: Boje Verlag, ISBN 978-3-414-82148-5
- Tim Träumer (1985)
- Wasser, Wind und Williwitt. Mit Bildern von Manfred Schlüter. (1985)
- Nis Puk in der Luk. Mit Bildern von Manfred Schlüter. (1985)
- Traugott und Das Wildschwein. Mit Bildern von Manfred Schlüter. (1985)
- Der Hase mit dem halben Ohr (1986)
- Tante Jeske (1986)
- Seenotrettungskreuzer Adolph Bermpohl. Mit Bildern von Manfred Schlüter. (1987)
- Jakobus Nimmersatt – Pfoten weg vom Donnerwald. Mit Bildern von Manfred Schlüter. Thienemann Verlag, Stuttgart 1987; Neuauflage mit anderen Bildern: Hase und Igel Verlag, Garching 2005
- Nis Puk – Mit der Schule stimmt was nicht. Mit Bildern von Manfred Schlüter. (1988)
- Sie wohnen hinter dem Deich (1989)
- Schiffe: vom Einbaum zum Ozeanriesen (1989)
- Die Möwe und der Gartenzwerg oder.... Mit Bildern von Manfred Schlüter. (1989)
- Sien Schöpfung un wat achterno keem (1991) (als Hörbuch [Audio-CD] 2002 im Quickborn-Verlag)
- Nis Puk und die Wintermacher. Mit Bildern von Manfred Schlüter. (1993)
- Das Wrack vor der Küste (1993)
- Jesus von Nazareth. Een Stremel Weltgeschicht. Mit Bildern von Manfred Schlüter. (1994)

### Hörbücher
- Robbi, Tobbi und das Fliewatüüt gelesen von Dietmar Bär, Hörbuch Hamburg 2013, in 3 Teilen
- Nis Puk in der Luk gelesen von Boy Lornsen, Polygram 1995, in 3 Teilen

### Verfilmungen
- Robbi, Tobbi und das Fliewatüüt. Puppenspiel-Fernsehserie aus 11 Teilen von jeweils 25 Min. Drehbuch und Regie: Armin Maiwald. Produktion: WDR, 1972. Alle Folgen sind als Doppel-DVD im Handel erhältlich.
- Der Jugendroman Feuer im Nacken, bzw. Der Brandstifter von Tarrafal wurde im Jahr 1977 unter der Regie von Gustav Ehmck mit dem Titel Feuer um Mitternacht verfilmt.
- Die Tatortfolge 136 Wat Recht is, mutt Recht blieben (NDR 1982) basiert auf einer Erzählung Lornsens, das Drehbuch schrieb Elke Loewe.
- 2016 wurde der Kinofilm Robbi, Tobbi und das Fliewatüüt veröffentlicht. Die Regie übernahm Wolfgang Groos.[12]

## Trivia
Das sogenannte „Kraken-Orakel“ Paul, der von 2008 bis 2010 mit großem Medienecho den Ausgang einer Reihe von EM- und WM-Spielen der deutschen Fußballnationalmannschaft korrekt vorhergesagt hatte, erhielt seinen Namen nach Boy Lornsens Gedicht Der Tintenfisch Paul Oktopus.